# Филиппвиль
Филиппви́ль — коммуна в Валлонии, расположенная в провинции Намюр, округ Филиппвиль. Принадлежит Французскому языковому сообществу Бельгии. На площади 156,71 км² проживают 8320 человек (плотность населения — 53 чел./км²), из которых 49,38 % — мужчины и 50,63 % — женщины. Средний годовой доход на душу населения в 2003 году составлял 10 856 евро.
В 1555 году новый командующий императора Карла V Вильгельм I Оранский основал новую крепость в селении Эхереннес (Echerennes) известном с 9 века. Строительство крепости было завершено через четыре месяца после начала. В 1556 году Карл V назвал новую крепость в честь своего сына Филиппвиль. Стены крепости были срыты в 1856 году.
Уроженцем Филиппвиля является Йохан Фостье — известный музыкант, исполнитель на классической гитаре. Лауреат престижных международных конкурсов.
Почтовый код: 5600. Телефонный код: 071.